# モルゴース
モルゴース（Morgause）はアーサー王物語に登場する人物。アーサー王とは種違いの姉にあたる。他、姉妹にエレイン、モーガン・ル・フェイがいる。アーサー王に敵対したオークニーのロット王と結婚し、息子にはガウェイン卿、アグラヴェイン卿、ガヘリス卿、ガレス卿らをもうける。さらに、弟であるアーサー王との間にモルドレッド卿を生んでいる。この点については伝説によって様々なバリエーションがあり、モルドレッドを生んだのはモーガン・ル・フェイであるとするものもある。名前が似ていることからか、よくモーガン・ル・フェイと同一視されることも多い。
コーンウォール公ゴルロイスとイグレーヌの間に生まれる。その後、彼女はオークニーのロット王と結婚するも、ロット王がアーサー王と敵対した時は、アーサー王の宮廷の様子を探るため、スパイとして侵入する。このとき、モルゴースの美しさに恋焦がれたアーサー王と同衾し、不義の子であるモルドレッドを孕むことになる。伝承によれば、このときアーサー王は相手が姉であることを知らなかったとされているが、モルゴースはアーサー王が弟だと知っていたとする説もある。
その後、アーサー王伝説にはガレス卿の冒険のエピソードなどにおいて母親として登場する。
また、愛人としてラモラック卿がいた。しかし、このラモラック卿の父親は戦場においてロット王を討ち取った人物であり、家同士で確執があった。こうして、母が仇の息子と関係していることを疎ましく思っていたガヘリス卿によって、モルゴースは殺害されてしまう。
マロリー版などによれば、この人物は「モルゴース」という名前であるが、もともとは別の名前であった可能性が高いという。ジェフリー・オブ・モンマスの『ブリタニア列王記』などによれば、ロット王の妻はアーサー王の姉である「アンナ（Anna）」という人物になっている。また、ガウェインの母親は「オルカデス」または「モルハデス」とするものもある。説によれば、「モルゴース」という名前は人名というよりも、彼女の夫であるロット王の治めていた「オークニー」に由来するという。つまり、「オークニー（Orkney）」のラテン語表記「Orcades」から取られた名前が「モルハデス」、「モルゴース」に変化したという。